# Аравійський жайворонок
Аравійський жайворонок (Eremalauda) — рід горобцеподібних птахів родини жайворонкових (Alaudidae). Представники цього роду мешкають в Африці і Аравії.

## Види
Виділяють п'ять видів:
- Eremalauda dunni[3]
- Жайворонок аравійський (Eremalauda eremodites)[4]

## Етимологія
Наукова назва роду Melanocorypha походить від сполучення слова дав.-гр. ερημος — пустеля і лат. alauda — жайворонок.